# Alfredo Zayas
Alfredo de Zayas y Alfonso (ur. 21 lutego 1861, zm. 11 kwietnia 1934) – kubański polityk, poeta i adwokat, uczestnik wojny o niepodległość Kuby, w 1905 kandydat na wiceprezydenta, wiceprezydent Kuby od 1908 do 1913. W 1912 kandydat na prezydenta Kuby, prezydent kraju od 1920 do 1925. Cieszył się poparciem konserwatystów. Dążył głównie do powiększenia swego majątku.